# Air Onix
Air Onix (em ucraniano:  Ейр Онікс   , em russo:  Эйр Оникс) era uma companhia aérea ucraniana com sede em Simferopol, Crimeia, Ucrânia.

## História
Em 28 de abril de 2012, a Air Onix lançou seu primeiro voo de Simferopol para Kiev.
Em 7 de novembro de 2013, a ILFC retomou duas de suas aeronaves Boeing 737 alugadas à Air Onix por dívidas não pagas. Em dezembro de 2013, a Air Onix foi suspensa da IATA, seu Certificado de Operador Aéreo foi retirado pelas autoridades da aviação ucraniana. Dois outros Boeing 737 foram armazenados.

## Frota
A frota da Air Onix consiste nas seguintes aeronaves (Novembro de 2013):
| Aeronaves      | Em Serviço | Ordens | Notas |
| -------------- | ---------- | ------ | ----- |
| Boeing 737-300 | 1          | –      |       |
| Boeing 737-400 | 1          | –      |       |
| Boeing 737-500 | 1          | –      |       |